# Roberto Blanco
Roberto Blanco, nome completo Roberto Zerquera Blanco (Tunisi, 7 giugno 1937), è un cantante, attore e showman cubano naturalizzato tedesco.

## Biografia
Roberto Blanco nacque a Tunisi, figlio del cabarettista e cantante folk cubano Alfonso Zerquera e di sua moglie Mercedes Blanco. A soli due anni perse la madre. Visse prima a Beirut e poi a Madrid, dove conseguì la licenza superiore. Si iscrisse alla facoltà di Medicina dell'Università di Madrid, rinunciando però dopo due semestri.
Le doti canore di Blanco furono scoperte nel 1958 da Joséphine Baker, ma già l'anno precedente egli aveva mosso i primi passi nel mondo dello spettacolo con la pubblicazione di un singolo e l'ingaggio come attore in un film. Pur svolgendo una lunga carriera cinematografica, Roberto Blanco trasse le maggiori soddisfazioni incidendo dischi. Trasferitosi in Germania Ovest, Paese di cui prese la cittadinanza nel 1971, fu per diverso tempo un tipico interprete schlager; in seguito si cimentò anche in altri generi, compresi il gospel e la dance. Per la grande popolarità ottenuta, fu poi chiamato a condurre numerosi programmi televisivi.
I successi musicali del periodo schlager furono Twistin' mit Monika e Heuten So, Morgen So. Divenne molto noto anche per Ich Komm zuruck nach Amarillo, cover in tedesco di Is This The Way To Amarillo?, una delle hit di Tony Christie. Tra le canzoni successive, si ricordano Samba Si Arbeit No, dalle atmosfere latine; Da ist die Tur, duetto col rapper Lotto King Karl, abbinato a un video in cui Roberto Blanco appare travestito da Michael Jackson, Diana Ross, James Brown e Stevie Wonder; e una rilettura di Born to Be Alive di Patrick Hernandez (con la formazione dance The Disco Boys). Nel 1986 Blanco si esibì per la prima volta a Cuba. Negli anni novanta intraprese una collaborazione con Tony Marshall, culminata nel duetto Resi, bring Bier.
Membro onorario della CSU, Roberto Blanco partecipa a diverse campagne sociali; il suo impegno è spesso volto in favore di bambini, senzatetto e malati di Alzheimer.

## Vita privata
Roberto Blanco destò scandalo negli anni sessanta sposando la sorella della matrigna, dalla quale ebbe due figlie; matrimonio terminato tra lo stupore di tutti nel 2004 con un divorzio. Nel 2011 passò a nuove nozze con una cubana molto più giovane di lui.

## Discografia

### Album in studio
- 1970 - Heute so
- 1971 - Weihnachten in aller Welt
- 1972 - Von Las Vegas nach Amarillo
- 1973 - Ein bißchen Spaß muß sein
- 1973 - Hallelujah heißt mein Lied – Spirituals und Gospelsongs in deutscher Sprache
- 1979 - Viva Roberto
- 1982 - Musik ist meine Welt
- 1984 - Por tu amor
- 1999 - Christmas in Cuba
- 2003 - E Viva la Musica
- 2011 - Du lebst besser, wenn Du lachst

### Singoli
- 1957 - Jesebell
- 1957 - Ob schwarz, ob weiß
- 1963 - Twistin' mit Monika
- 1968 - Tschumbala-Bey
- 1968 - Jennifer
- 1969 - Heute so, morgen so
- 1969 - Auf Liebe gibt es keine Garantie
- 1970 - Auf dem Kurfürstendamm sagt man „Liebe“
- 1970 - San Bernadino
- 1971 - Las Vegas
- 1971 - Ich komm' zurück nach Amarillo
- 1972 - Der Puppenspieler von Mexiko
- 1972 - Ein bißchen Spaß muß sein
- 1973 - Ich bin ein glücklicher Mann
- 1973 - Pappi, lauf doch nicht so schnell
- 1974 - In El Paso
- 1976 - Bye Bye, Fräulein
- 1977 - Morgen sind wir reich
- 1978 - Porompompom
- 1978 - Hey Mama Ho
- 1978 - Viva Maria
- 1978 - Wer trinkt schon gern den Wein allein
- 1979 - Der Clap Clap Song
- 1979 - Samba si! Arbeit no!
- 1979 - Am Tag, als es kein Benzin mehr gab
- 1980 - Rock 'n' Roll ist gut für die Figur
- 1981 - Humanaho (Alle Menschen sind Brüder)
- 1990 - Resi bring Bier (con Tony Marshall)
- 1992 - Limbo auf Jamaika (con Tony Marshall)
- 1996 - Da ist die Tür (feat. Lotto King Karl)
- 1999 - Last Christmas (con Luis Frank y su Traditional Habana)
- 2001 - Born to Be Alive (con The Disco Boys)
- 2004 - Ein bißchen Spaß muß sein (nuova versione con Captain Jack)
- 2009 - Quando, Quando, Quando (con Piero Esteriore)